# Leyton metróállomás
A Leyton a londoni metró egyik állomása a 3-as zónában, a Central line érinti.

## Története
Az állomást 1856. augusztus 22-én adták át Low Leyton néven az Eastern Counties Railway részeként. Mai nevét 1867. november 27-én kapta. 1947. május 5-étől a Central line szolgálja ki.

## Forgalom
| Járat | Útvonal | Gyakoriság     |
| ----- | --- | -------------- |
|       | (Epping és Hainault felől –) Leytonstone – Leyton – Stratford – Mile End – Bethnal Green – Liverpool Street – Bank – St. Paul’s – Chancery Lane – Holborn – Tottenham Court Road – Oxford Circus – Bond Street – Marble Arch – Lancaster Gate – Queensway – Notting Hill Gate – Holland Park – Shepherd’s Bush – White City (– tovább Ealing Broadway és West Ruislip felé) | 2-3 percenként |

## Átszállási kapcsolatok
| Állomás | Átszállási kapcsolatok |
| ------- | ---------------------- |
| Leyton  | Helyi buszok (Leyton)  |

## Fordítás
- Ez a szócikk részben vagy egészben  a   Leyton tube station című angol Wikipédia-szócikk fordításán alapul.  Az eredeti cikk szerkesztőit annak laptörténete sorolja fel. Ez a jelzés csupán a megfogalmazás eredetét és a szerzői jogokat jelzi, nem szolgál a cikkben szereplő információk forrásmegjelöléseként.